# Sukawangi (Pamulihan)
Sukawangi is een bestuurslaag in het regentschap Sumedang van de provincie West-Java, Indonesië. Sukawangi telt 4858 inwoners (volkstelling 2010).